# Сентлусийска амазона
Сентлусийската амазона (Amazona versicolor), също пъстра амазона, е вид птица от семейство Папагалови (Psittacidae). Видът е световно застрашен, със статут Уязвим.
Включен е в приложение I на CITES и Приложение А на Регламент (ЕО) № 338/97.

## Разпространение и местообитание
Разпространен е в Сейнт Лусия.